# Coupe intercontinentale de futsal 2000
Navigation
1999 2001
La Coupe intercontinentale de futsal 2000 est la cinquième édition de la compétition. Elle voit quatre clubs s'affronter du 7 au 9 octobre 2000 à Moscou.
Champion d'Europe en titre, le Caja Segovia FS remporte le titre mondial. Tenant du titre, Ulbra termine à la dernière place.

## Organisation
Le tournoi voit s'affronter les trois derniers vainqueurs de la compétition (MFK Dina en automne 1997, Atlético Mineiro en 1998 et Ulbra en 1999) et le champion d'Europe en titre, le Caja Segovia FS.
Pour la quatrième édition de suite, la compétition a lieu à Moscou, au CSKA Sports Stadium.
Les équipes s'affrontent en tournoi toutes rondes au sein d'un groupe unique.

## Compétition

### Matchs
| 7 octobre 2000 | Atletico Mineiro                                                                       | 7 – 1   | Ulbra       |  |  |
| 17:00          | Lenísio (it) 5e 30e 34e · Saad Assis (it) 8e · Julio Cesar 10e · Ronaldo 13e · Piu 40e | (4 - 1) | 19e Adriano |  |  |

| 7 octobre 2000 | MFK Dina         | 1 – 4   | Caja Segovia FS                        |                |                |
| 19:30          | Tkachuk (it) 37e | (0 - 1) | 2e Alvaro · 23e 36e Daniel · 39e Cesar | Vidéo du match | Vidéo du match |

| 8 octobre 2000 | Caja Segovia FS                           | 3 – 2 ap        | Atletico Mineiro                |                |                |
| 17:00          | Alvaro 2e · Adeva (it) 4e · Alexandre 43e | (2-1, 2-2, 3-2) | 8e Julio Cesar · 34e Índio (it) | Vidéo du match | Vidéo du match |

| 8 octobre 2000 | MFK Dina                            | 2 – 1   | Ulbra        |  |  |
| 19:00          | Gorin (it) 4e · Verižnikov (it) 35e | (1 - 1) | 38e Pica Pau |  |  |

| 9 octobre 2000 | Ulbra                                                                          | 7 – 6 ap   | Caja Segovia FS                                                |  |  |
| 17:00          | Carlinhos 6e · Adriano 13e 14e 44e · Etienne 24e · Waguinho 25e · Pica Pau 27e | (3-4, 6-6) | 2e Alexandre · 3e 34e (pen.) Alvaro · 6e 34e Daniel · 9e Cesar |  |  |

| 9 octobre 2000 | MFK Dina                               | 4 – 5 ap   | Atletico Mineiro                         |  |  |
| 19:00          | Eremenko 10e 28e 35e (pen.) 36e (pen.) | (1-2, 4-4) | 4e 16e 32e Índio (it) · 38e Lenísio (it) |  |  |

### Classement final
Le Caja Segovia FS remporte le titre intercontinental,, grâce à une meilleure différence particulière sur l'Atlético Mineiro.
| Rang | Équipe           | Pts | J | G | N | P | Bp | Bc | Diff |
| ---- | ---------------- | --- | - | - | - | - | -- | -- | ---- |
| 1    | Caja Segovia FS  | 6   | 3 | 2 | 0 | 1 | 13 | 10 | +3   |
| 2    | Atlético Mineiro | 6   | 3 | 2 | 0 | 1 | 14 | 8  | +6   |
| 3    | MFK Dina Moscou  | 3   | 3 | 1 | 0 | 2 | 7  | 10 | -3   |
| 4    | SC Ulbra T       | 3   | 3 | 1 | 0 | 2 | 9  | 15 | -6   |

## Récompenses individuelles
Lenísio (it), joueur de l'Atlético Mineiro, termine meilleur buteur de la compétition avec cinq unités,.
Daniel, vainqueur avec le Caja Segovia, est élu meilleur joueur et le portier du Dina, Oleg Denisov (it), meilleur gardien de but,.